# 江肇國
江肇國（1977年11月1日—），中華民國政治人物，民主進步黨籍，現任臺中市議員。

## 政治生涯
江肇國出身政治世家，父親江正吉也曾擔任臺中市議員。2014年，江肇國當選臺中市議員，並於2018年及2022年連任。2023年，時任臺中市第六選舉區立法委員黃國書不競選連任；4月21日，江肇國通過民進黨黨內初選，獲提名參選立委，敗給中國國民黨的羅廷瑋。

## 爭議

### 辱罵派出所所長
2015年1月，台中警方接獲檢舉前往向上市場取締周邊併排違規停車，然而江肇國在接獲選民陳情後卻把派出所的所長張世杰叫至其議會辦公室罰站，並對其飆罵羞辱並施壓，事後該所長在臉書發文：「依法取締惡性併排違停，竟要所長自己去讓議員羞辱，老子不幹了！」。
而江肇國本人極力否認，甚至反嗆該所長「警方是公權力的行使者，應肩負責任，不該情緒不好就喊不幹，還將責任推給民意代表。」對此，時任民進黨主席蔡英文特別表示「民代本就應謹言慎行，江肇國應與警方溝通，向大眾說明清楚，如果有不當行為就應道歉。」之後江肇國和張世杰當面握手言和，表示是雙方溝通有誤解，事後張世杰也被調離所長職務。

## 個人生活
江肇國曾經擔任蘇嘉全的助理，因此在2012年結識當時蔡英文競選總統時的隨扈張皪勻，兩人於2013年結為夫妻。

## 選舉紀錄
| 年度 | 選舉屆數             | 選舉區           | 所屬政黨   | 得票數 | 得票率 | 當選標記 | 備註 |
| ---- | -------------------- | ---------------- | ---------- | ------ | ------ | -------- | ---- |
| 2014 | 第二屆臺中市議員選舉 | 臺中市第十選舉區 | 民主進步黨 | 20,843 | 29.75% |          |      |
| 2018 | 第三屆臺中市議員選舉 | 臺中市第十選舉區 | 民主進步黨 | 15,427 | 22.93% |          |      |
| 2022 | 第四屆臺中市議員選舉 | 臺中市第十選舉區 | 民主進步黨 | 13,646 | 23.09% |          |      |
| 2024 | 第十一屆立法委員選舉 | 臺中市第六選舉區 | 民主進步黨 | 88,674 | 44.58% |          |      |

## 外部連結
- （繁體中文）江肇國的Facebook專頁